# Тучевич, Илия
Илия Тучевич (англ. Ilija Tučević; 18 октября 1995 года,СФРЮ) — черногорский футболист, защитник.

## Карьера
Воспитанник черногорской команды «Грбаль». Два сезона защитник выступал за один из сильнейших клубов страны «Будучност». В августе 2019 года Тучевич перебрался в Россию, где он подписал контракт с выступающим в ФНЛ «Армавиром». 9 сентября черногорец дебютировал за коллектив в игре против «Нижнего Новгорода». В ней он на 64-й минуте вышел на замену вместо Дениса Кутина. 5 октября защитник открыл счет своим голам в лиге в поединке против ивановского «Текстильщика».
Вызывался в ряды юношеской и молодежной сборной Черногории.

## Достижения
- Вице-чемпион Черногории (2): 2017/2018, 2018/19.
- Обладатель Кубок Черногории (1): 2018/2019.